# Cmentarz żydowski w Skępem
Cmentarz żydowski w Skępem – kirkut powstał w pierwszej połowie XIX wieku. Obejmował obszar o powierzchni 0,2 ha. W czasie okupacji hitlerowskiej uległ dewastacji i zniszczeniu. Obecnie nie ma na nim macew. Znajdował się on w okolicach obecnej ulicy Rybackiej.